# Vlasmarktbrug
De Vlasmarktbrug was tot 2009 een brede (2 rijstroken) betonnen liggerbrug over de Oude Dender in Dendermonde, maar werd vervangen door een smalle beweegbare brug in het vooruitzicht van het toekomstig opnieuw bevaarbaar maken van de Oude Dender in het stadscentrum. De brug ligt in het centrum van stad, nabij de Vlasmarkt.

## Denderbrug
De Vlasmarktbrug bevindt zich op de plaats waar vroeger de Denderbrug lag. De Denderbrug was oorspronkelijk een houten brug, gebouwd in de 10e eeuw. Deze brug werd in 1380 door brand vernield en vervolgens vervangen door een brug opgetrokken uit zandsteen. Deze brug rustte op drie korfbogige gewelven. Het middelste gewelf was breder en hoger dan de andere twee gewelven om scheepvaartverkeer mogelijk te maken. In 1786 werd deze brug afgebroken omdat ze te laag was voor de toenmalige schepen. Ze werd vervangen door een houten draaibrug die voorzien was van een smeedijzeren railing. Deze houten brug werd later vervangen door een ijzeren draaibrug. In oktober 1883 werd naast deze draaibrug een passerelle gebouwd.
Omdat de Denderbrug is 1914 vernield was tijdens de verwoesting van Dendermonde door de Duitse bezetter, werd in 1928 een ijzeren hefbrug geplaatst die ingehuldigd werd in 1929. Tegen deze brug werd fel geprotesteerd door stadsarchitect Ferdinand De Ruddere.

## Vlasmarktbrug
In 1985 werd besloten de metalen Denderbrug, die inmiddels versleten was, af te breken en te vervangen door een nieuwe brug. Op 7 oktober 1987 was de nieuwe brug, die officieel tot Vlasmarktbrug gedoopt werd, voltooid. De brede betonnen brug bestond uit één overspanning van 23,56 m over de rivier. De breedte bedroeg 15 m. De brug, die in prima staat verkeerde, werd in de loop van 2009 gesloopt.